# Richard Belzer
Richard Jay Belzer (Bridgeport, 4 de agosto de 1944 – Bozouls, 19 de fevereiro de 2023) foi um ator e comediante de stand-up americano, conhecido por sua interpretação do detetive John Munch, nas séries de televisão Homicide: Life on the Street e Law & Order: Special Victims Unit.

## Biografia
Belzer nasceu em Bridgeport, Connecticut, numa família judia, filho de Francis e Charles Belzer, um varejista de doces e tabaco. Belzer cresceu com seus pais e seu irmão mais velho, Leonard; como jovem, trabalhou entregando jornais e "foi expulso de todas as escolas que frequentou". Formou-se na Andrew Warde High School, na cidade vizinha de Fairfield. Perdeu ambos os pais ainda jovem; tinha 18 anos quando a mãe morreu de câncer, e 22 quando o pai cometeu suicídio.
Após a escola Belzer trabalhou como repórter para o jornal Bridgeport Post. Frequentou a Dean Junior College, em Franklin, Massachussetts, até ser expulso por liderar muitas demonstrações estudantis. Após abandonar a universidade, Belzer se alistou no Exército dos Estados Unidos. Por um breve período também estudou e, posteriormente, lecionou ioga; um de seus primeiros quadros de humor incluía um personagem chamado "Yogi Yogi, the Yodeler", participante de um concurso de yodeling.

## Comediante
Belzer interrompeu prematuramente seu período no exército; casou-se com Gail Ross, uma união que terminou em divórcio. Mudou-se para Nova York, onde morou com a cantora Shelley Ackerman, e começou a trabalhar como comediante de stand-up em casas da cidade, como o Pips, The Improv, e Catch a Rising Star. Participou do grupo de comédia do Channel One ("Canal Um"), que satirizava a televisão, e se tornou a base para o filme cult The Groove Tube, no qual Belzer fez o papel da co-estrela do programa de televisão fictício "The Dealers". Belzer foi também o comediante que "aquecia" a plateia na temporada de estreia do Saturday Night Live, e fez três aparições especiais no programa, em 1976 e 1978.

## No cinema
No fim da década de 1970 e início da década de 1980, Belzer tornou-se um ator ocasional de cinema; destacou-se por papeis pequenos em Fame, Night Shift, e Scarface. Belzer (com o nome de "Richard Brando") fez a voz do personagem "The Breather" no fracasso de bilheterias Student Bodies, e também apareceu em videoclipes de Mike + The Mechanics ("Taken In") e Pat Benatar ("La Bel Age"). Também atuou como um detetive do departamento de polícia de Los Angeles no filme A Very Brady Sequel.

## No rádio
Além de sua carreira no cinema, Belzer teve um lugar na história do rádio americano, como apresentador de destaque do National Lampoon Radio Hour, um programa de comédia com meia hora de duração que foi ao ar em cerca de 600 estações de rádio americanas, de 1973 a 1975. Diversos de seus esquetes foram lançados em álbuns da National Lampoon, retirados do programa, incluindo trechos no qual ele interpretava um apresentador ferino chamado 'Dick Ballentine.' No fim da década apresentou Brink & Belzer, na rádio 660AM WNBC, de Nova York. Também foi um convidado frequente do Howard Stern Show, conhecido por seu estilo irreverente e politicamente incorreto.

## Na televisão
Em 27 de março de 1985, numa edição de seu talk show na televisão a cabo, Hot Properties, que contava com dois nomes de wrestling profissional, Hulk Hogan e Mr. T, Belzer pediu a Hogan que demonstrasse uma de suas técnicas características. Hogan aplicou uma variedade de estrangulamento, que fez com que Belzer desmaiasse; além disso, Hogan o soltou sem perceber que estava desacordado, o que fez com que Belzer batesse a cabeça no solo e precisasse ser hospitalizado brevemente.  Após alguns segundos inconsciente no solo, diante dos convidados atônitos, Belzer repentinamente despertou e se levantou e anunciou de maneira surpreendente o intervalo comercial. Ao lembrar do incidente em outro talk show, Late Night With David Letterman, Belzer explicou que teria sido "o show business em seu sangue" que o fez colocar-se em pé de novo para proteger a integridade do programa.
Belzer processou Hulk Hogan, pedindo por 5 milhões de dólares, porém um acordo foi feito fora dos tribunais. Belzer teria usado o dinheiro deste acordo (estimado em 1,5 milhões de dólares) para comprar uma casa de campo na França, onde ele e sua esposa atual, Harlee, viveram quando Belzer não esteve trabalhando nos EUA. Em 20 de outubro de 2006, no programa Bubba the Love Sponge, alegou-se (com Hogan presente no estúdio), que o total do acordo teria sido de cinco milhões, metade paga pelo próprio Hogan e metade paga por Vince McMahon. Hogan, ao discutir o assunto no programa de Howard Stern, disse que precisava de cinco libras de pressão para deixar alguém inconsciente com o golpe, e que teria aplicado 55 libras em Belzer; disse também se arrepender do incidente. Durante sua aparição no programa do mesmo Stern na Sirius Satellite Radio, Belzer sugeriu que o valor real do acordo teria na realidade sido algo em torno de 400.000 dólares.
Belzer utilizou o incidente em seu especial para a HBO, Another Lone Nut, como parte do seu stand-up.
Na década de 1990 Belzer apareceu frequentemente na televisão. Era uma participação constante em The Flash, e em diversos episódios de Lois and Clark: The New Adventures of Superman, onde interpretou o Inspetor William Henderson. O destaque trazido por este papel lhe trouxe papeis principais em Homicide: Life on the Street (1993-1999) e Law & Order: Special Victims Unit (1999 - ), nos dois como o personagem John Munch.
O mesmo personagem também for interpretado por Belzer em episódios de seis outras séries:
- Law & Order - 4 episódios: "Charm City Part 1," "Baby, It's You," "Sideshow," e "Entitled Part 2"
- The X-Files - 1 episódio: "Unusual Suspects"
- The Beat - 1 episódio: "They Say It's Your Birthday"
- Law & Order: Trial by Jury - 1 episódio: "Skeleton (2)"
  - A aparição de Belzer em Trial by Jury, que foi ao ar em 15 de abril de 2005, fez dele o terceiro ator a desempenhar o mesmo personagem em seis diferentes séries de televisão transmitidas no horário nobre. Os outros dois atores a terem conseguido a proeza haviam sido John Ratzenberger e George Wendt, que interpretaram Cliff Clavin e Norm Peterson em Cheers (1982-1993), St. Elsewhere (1985), The Tortellis (1987), Wings (1990), The Simpsons (1994) e Frasier (2002).
- Arrested Development - 1 episode: "Exit Strategy" (Belzer também apareceu no episódio "S.O.B.s", porém como ele próprio.)
- The Wire - 1 episódio: "Took"

Munch é o único personagem fictício interpretado por um único ator a aparecer em oito diferentes programas de televisão. Estes programas, por sua vez, estão em quatro redes diferentes: NBC (Homicide: Life on the Street, e todos os Law & Order), FOX (The X-Files, Arrested Development), UPN (The Beat) e HBO (The Wire).
Belzer também apareceu na transmissão do roast de Chevy Chase no Friars Club, de Nova York, transmitido pela Comedy Central. O próprio Belzer recebeu a honra do Friars Club e do Festival Toyota de Comédia, em 9 de junho de 2001, como o primeiro roast a ser aberto ao público. Entre os comediantes e amigos de Belzer convidados a participar estavam o Roastmaster Paul Shaffer, Christopher Walken, Danny Aiello, Barry Levinson, Robert Klein, Bill Maher, as co-estrelas do SVU, Mariska Hargitay, Christopher Meloni, Ice-T e Dann Florek, e Jerry Orbach, de Law & Order.
Richard Belzer também dublou o personagem Loogie, na maior parte do episódio "The Tooth Fairy Tats 2000", do desenho animado South Park.

## Vida pessoal
Belzer se casou com a atriz Harlee McBride em 1985. Seus casamentos anteriores haviam sido com Gail Susan Ross (1966-1972) e Dalia Danoch (1976-1978).
Belzer foi testemunha de defesa de um criminoso que fugia da polícia de Baltimore, e entrou no set de filmagens de Homicide: Life on the Street, onde se entregou aos atores.
Belzer sobreviveu ao câncer dos testículos em 1984. Seu especial de comédia Another Lone Nut, feito para a HBO porém também lançado em CD, menciona com humor o fato, juntamente com o seu status de "teorista da conspiração".
Em 2004 Belzer apoiou a campanha presidencial do senador John Kerry (D-MA), desde os primeiros dias da sua campanha até sua derrota para George W. Bush. Belzer também foi um cabo eleitoral de Barack Obama (D-IL) em sua campanha bem-sucedida para presidente dos Estados Unidos, em 2008.

## Morte
Belzer morreu em 19 de fevereiro de 2023, aos 78 anos, em sua casa em Bozouls, no sul da França. A causa da morte não foi divulgada.

## Livros
- UFOs, JFK, and Elvis: Conspiracies You Don't Have To Be Crazy To Believe, ISBN 0-345-42918-4
- How to Be a Stand-Up Comic, ISBN 0-394-56239-9
- Momentum: The Struggle for Peace, Politics, and the People (by Belzer and Marjorie Mowlam), ISBN 0-340-79394-5
- I am Not a Cop! ISBN 1-4165-7066-7